# Рекіноа
Рекіноа (ісп. Requínoa) — місто в Чилі. Адміністративний центр однойменної комуни. Населення - 8240 чоловік (2002). Місто і комуна входить до складу провінції Качапоаль і регіону Лібертадор-Хенераль-Бернардо-О'Хіггінс.
Територія — 673 км². Чисельність населення - 27 - 968 жителя (2017). Щільність населення — 41,6 чол./км².

## Розташування
Місто розташоване за 15 км на південний захід від адміністративного центру області міста Ранкагуа.
Комуна межує:
- на півночі - з комуною Ранкагуа
- на північному сході - з комуною Мачалі
- на сході — з комуною Мачалі
- на південному заході - з комуною Ренго
- на заході — з комуною Коїнко
- на північному заході - з комуною Олівар